# バガテル
バガテル（Bagatelle）は、クラシック音楽で器楽（ピアノ）のための性格的小品（キャラクターピース）の一つ。バガテルとは、「ちょっとしたもの」「つまらないもの」という意味で、転じて軽やかな内容の小品を示す。日本語訳として断章とも。
名称からして、大曲の作曲過程でこぼれ落ちた楽想や、ふとした思いつきで手すさびとして書かれたものという意味合いが強い。しかし、作曲家自身が捨て去るには忍びず、曲として残したものとすれば、それなりの味わいもあるし、バガテルという命名に多少なりとも韜晦（とうかい）が感じられるという点で、一般的な楽曲とは多少異なった位置づけを持つものが多い。定まった形式は認められず、曲の長さも3分程度のまとまったものから断片的な短いものまで多様である。

## 作品
ベートーヴェンの作品が知られ、特に最後の『6つのバガテル 作品126』は、ピアノソナタをすべて書き終わった後のベートーヴェン最晩年のピアノ作品として重要。以下に特に有名な作品を記す。
- ルートヴィヒ・ヴァン・ベートーヴェン
7つのバガテル 作品33
バガテル『エリーゼのために』イ短調 WoO 59
11の新しいバガテル 作品119
6つのバガテル 作品126
- ヨハン・ネポムク・フンメル
6つのバガテル 作品107
- フランツ・リスト
無調のバガテル S. 216a
- カミーユ・サン＝サーンス
6つのバガテル 作品3
- ベドルジハ・スメタナ
8つのバガテルと即興曲 作品6
- アントニン・ドヴォルザーク
バガテル 作品47, B 79
- ジャン・シベリウス
10のバガテル 作品34
6つのバガテル 作品97
- エルンスト・フォン・ドホナーニ
冬の輪舞（10のバガテル） 作品13
- バルトーク・ベーラ
バガテル 作品6
- ジョルジュ・オーリック
5つのバガテル
- アントン・ヴェーベルン
弦楽四重奏のための6つのバガテル
- リゲティ・ジェルジュ
木管五重奏のための6つのバガテル
- ジェラルド・フィンジ
クラリネットとピアノのための5つのバガテル

など。